# سینت دنیس، لوئیویل
سینت دنیس (به انگلیسی: St. Dennis) یک منطقهٔ مسکونی در ایالات متحده آمریکا است که در لوییویل، کنتاکی واقع شده‌است. سینت دنیس ۹٬۱۷۷ نفر جمعیت دارد.